# Dębowo (Sławki)
Dębowo (kaszb. Dãbòwò) – część wsi Sławki w Polsce, położona w województwie pomorskim, w powiecie kartuskim, w gminie Somonino, na Pojezierzu Kaszubskim.
W latach 1975–1998 Dębowo administracyjnie należało do województwa gdańskiego.